# حزب مردمی اصلاحات
حزب مردمی اصلاحات یک حزب سیاسی فعال در ایران است که در سال ۱۳۹۰ شروع به فعالیت کرد.
این حزب توسط محمد زارع فومنی رهبری می‌شود این حزب در سال ۱۳۹۲ بیانیه‌ای صادر کرد و از نامزدی اکبر هاشمی رفسنجانی برای ریاست جمهوری حمایت کرد.
همچنین در سال ۱۳۸۸ این حزب به‌عنوان یک اصلاح‌طلب از جنبش سبز ایران حمایت نکرد.